# Weltraummüll

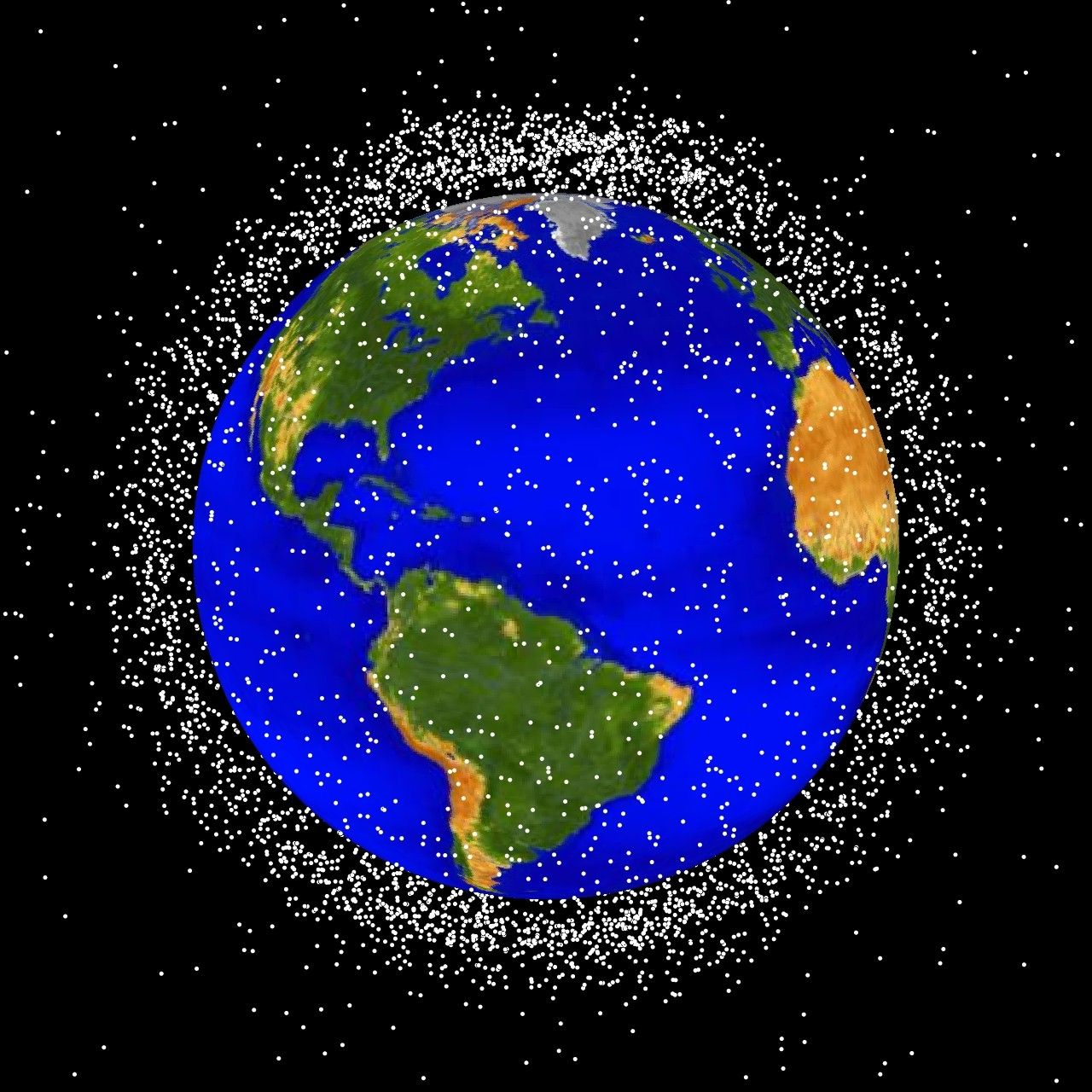
Verteilung des Weltraummülls. Jeder Punkt markiert ein Objekt im Katalog, typ. > 5 cm. (nicht maßstabsgerecht)

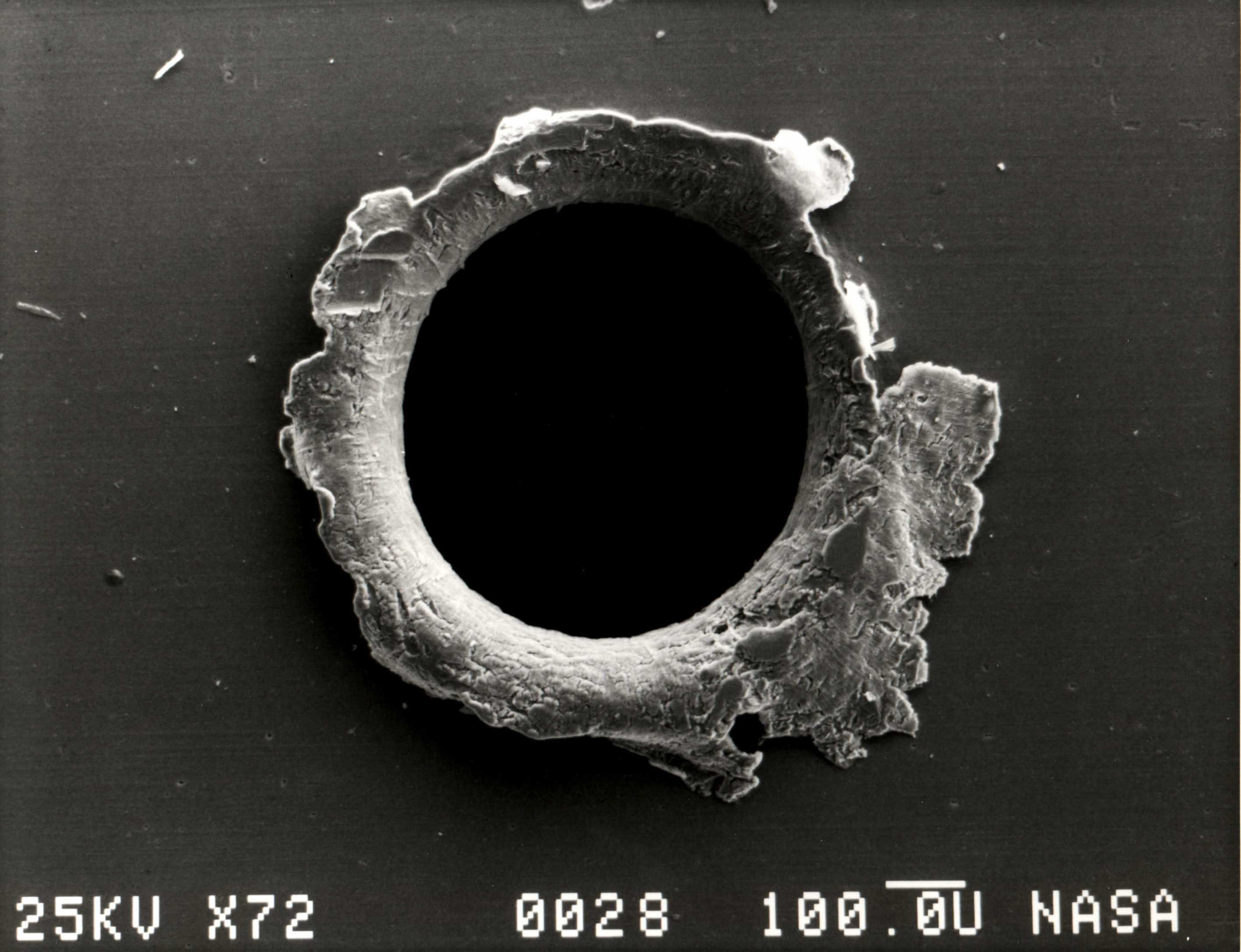
Loch nach Einschlag in den Solarzellenflügel des SMM-Satelliten mit etwa 0,5 mm Durchmesser. Das einschlagende Objekt muss deutlich kleiner gewesen sein.

Weltraummüll, auch Weltraumschrott, besteht aus anthropogenen Weltraumgegenständen ohne Gebrauchswert, welche sich in Umlaufbahnen um die Erde befinden und nicht nur eine Gefahr für die bemannte und unbemannte Raumfahrt darstellen, sondern auch auf der Erdoberfläche aufschlagen, wenn sie nicht in der Atmosphäre verglühen. Anfang 2021 befanden sich ungefähr 6250 Satelliten im Erdorbit, wovon etwa 2350 außer Betrieb waren. Seitdem kamen mehrere tausend neue Satelliten hinzu.
Laut Modellen des Space Debris Office der ESA befanden sich im Dezember 2023 rund 36.500 Objekte größer als 10 cm, eine Million Objekte in der Größe von 1 cm bis 10 cm und 130 Millionen Objekte in der Größe von 1 mm bis 1 cm im Erdorbit.
Objekte ab 5 cm werden mithilfe des US-amerikanischen Space Surveillance Systems kontinuierlich beobachtet.

## Verteilung

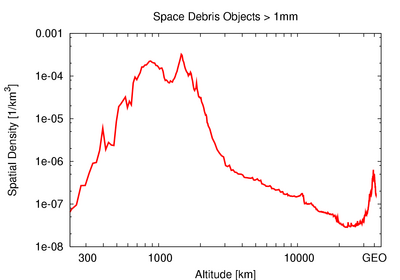
Höhenabhängigkeit der Anzahldichte von Teilchen größer als 1 mm. Daten von 2001

Die Teilchenzahl variiert mit der Höhe. Unterhalb 400 km verglühen sie innerhalb weniger Jahre. In den von Satelliten bevorzugt genutzten Umlaufbahnen von 600 km bis 1500 km (sonnensynchroner Orbit) und 36.000 km (geostationärer Orbit) reichern sie sich an.

Anzahl pro m² und Jahr in Abhängigkeit von der Teilchengröße

Der Teilchenfluss (Anzahl von Teilchen, die eine Fläche von einem Quadratmeter pro Jahr passieren) variiert mit der Größe. Über mehrere Größenordnungen folgt die gemessene Verteilung (rote Kurve im Diagramm) einem Potenzgesetz mit Exponent 4 (blaue Gerade). Diese Teilchen sind Meteoroide natürlichen Ursprungs. Die Abweichung für Teilchen kleiner als 0,1 mm verursacht der Sonnenwind. Oberhalb von 10 mm dominiert der Weltraummüll.
Eine weitere Quelle für Informationen über die Verteilung von Weltraummüll sind zurückgeführte Satellitenoberflächen. Dazu zählen unter anderem die Solarzellen des Hubble-Weltraumteleskops. Auf letzteren wurde eine Vielzahl an Einschlagkratern erfasst und ausgewertet. Spektroskopische Analysen ermöglichten Rückschlüsse auf die Zusammensetzung und somit mögliche Quellen der eingeschlagenen Objekte.

## Mengen
Im Rahmen von Messkampagnen, zur Erfassung der Mengen, werden mit Radaranlagen und Teleskopen sporadische Messungen durchgeführt, um kleinere Objekte wenigstens statistisch zu erfassen und Weltraummüllmodelle wie MASTER zu validieren. Das gelingt per bistatischem Radar mit dem Goldstone-Radioteleskop bis zu 2 mm Durchmesser für Objekte im erdnahen Orbit (LEO). Für den geostationären Orbit (GEO) haben optische Teleskope die geringere Grenzgröße: 10 cm erreicht das ESA Space Debris Telescope am Teide-Observatorium auf Teneriffa.
Bis zum Frühjahr 2010 erfolgten in 50 Jahren Raumfahrt etwa 4700 Raketenstarts mit gut 6100 Satelliten. Davon verblieben 15.000 Bruchteile von Raketen und Satelliten, bis zu kompletten Oberstufen. Nach dem USA-Katalog sind das 15.000 Objekte von mindestens zehn Zentimeter Größe, vermutlich kommen noch 7000 geheimgehaltene Objekte hinzu. Wird die Mindestgröße auf einen Zentimeter gesenkt, werden 600.000 Objekte geschätzt, zu denen noch etwa eine Million kleinere Teilchen hinzukommen. Daraus ergibt sich die Gesamtmasse an Weltraummüll von etwa 6300 Tonnen, wovon 73 % der Objekte sich im erdnahen Orbit (LEO) befinden, allerdings sind dies von der Gesamtmasse nur 40 %, also etwa 2700 Tonnen. Besonders betroffen ist die Höhe von 800 Kilometern, die bevorzugte Flugbahn der Aufklärungssatelliten. Die ISS fliegt zwischen 350 und 400 Kilometern; sie musste bislang mehrmals Objekten ausweichen, die größer als ein Zentimeter sind. Im geostationären Orbit (GEO) in 36.000 Kilometer Höhe um die Erde befinden sich zwar nur 8 % der Bruchstücke, aber hier kreisen die großen tonnenschweren Telekommunikationssatelliten mit einem geschätzten Gesamtgewicht von 33 %, also etwa 2000 Tonnen. Die restlichen 19 % der Objekte mit 27 % der Masse befinden sich auf anderen Bahnen.

„Selbst wenn man heute mit der Raumfahrt aufhörte, würde die derzeitige Trümmermasse im Orbit ausreichen, [auf Grund des Kaskadeneffektes …] um immer neue Trümmer entstehen zu lassen. […] Die Zunahme des Weltraummülls kann langfristig dazu führen, dass bestimmte Orbits für die Raumfahrt sonst nicht mehr genutzt werden können.“

## Gefahren und Risiken

### Kollisionsgefahr im All
Die Relativgeschwindigkeit zwischen Weltraummüll und einem erdnahen Satelliten mit hoher Inklination der Bahn beträgt größenordnungsmäßig zehn Kilometer pro Sekunde. Aufgrund der hohen Geschwindigkeit besitzt ein Teilchen mit 1 g Masse eine Energie von 50 kJ, was der Sprengkraft von etwa 12 g TNT entspricht, sodass sowohl das Teilchen als auch das unmittelbar getroffene Material explodieren.
Die bemannten Module der Internationalen Raumstation (ISS) sind mit doppelwandigen Meteoroitenschutzschilden (Whipple-Schild) ausgestattet und können aufgrund der durch den Einschlag in die erste Wand erzeugten Streuwirkung Einschlägen von Weltraummüll von mehreren Zentimetern Durchmesser widerstehen.
Bereits jetzt ist auf einigen Umlaufbahnen die durch Einschläge von Weltraummüll hervorgerufene Ausfallwahrscheinlichkeit operationeller Satelliten nicht mehr vernachlässigbar. Selbst Einschläge kleinerer Partikel bis in den Submillimeterbereich können empfindliche Nutzlasten beschädigen oder Raumanzüge perforieren.
Im Jahr 2007 schoss die Volksrepublik China vom Boden aus bewusst ihren Wettersatelliten Fengyun-1C ab, um ihre Fähigkeit von Anti-Satellitenraketen zu demonstrieren. Allerdings führte dies zu einer Wolke von mindestens 40.000 Trümmerteilen im All. Die bislang größte zufällige Kollision im All war die Satellitenkollision am 10. Februar 2009. Ein deaktivierter russischer Kommunikationssatellit und ein Iridium-Satellit kollidierten in 789 km Höhe über Nordsibirien. Beide Satelliten wurden dabei zerstört. Die Kollision setzte eine erhebliche Menge weiteren Weltraummülls frei.
Die Kollisionsrate von Objekten der Größenordnung 10 cm mit einem der vielen Satelliten wird auf ein Ereignis alle 10 Jahre geschätzt.
Die bemannte Internationale Raumstation, aber auch viele der Satelliten sind in der Lage, Ausweichmanöver durchzuführen, um eine als nicht unwahrscheinlich eingestufte Kollision (Wahrscheinlichkeit p = 1/10.000) mit einem der etwa 13.000 Objekte, deren Bahnen kontinuierlich verfolgt werden, zu vermeiden. Der Erdbeobachtungssatellit Envisat, die Raumfähre Discovery sowie die ISS mussten und müssen immer wieder solche Manöver ausführen.

### Weltraummüll als Umweltproblem in den Ozeanen

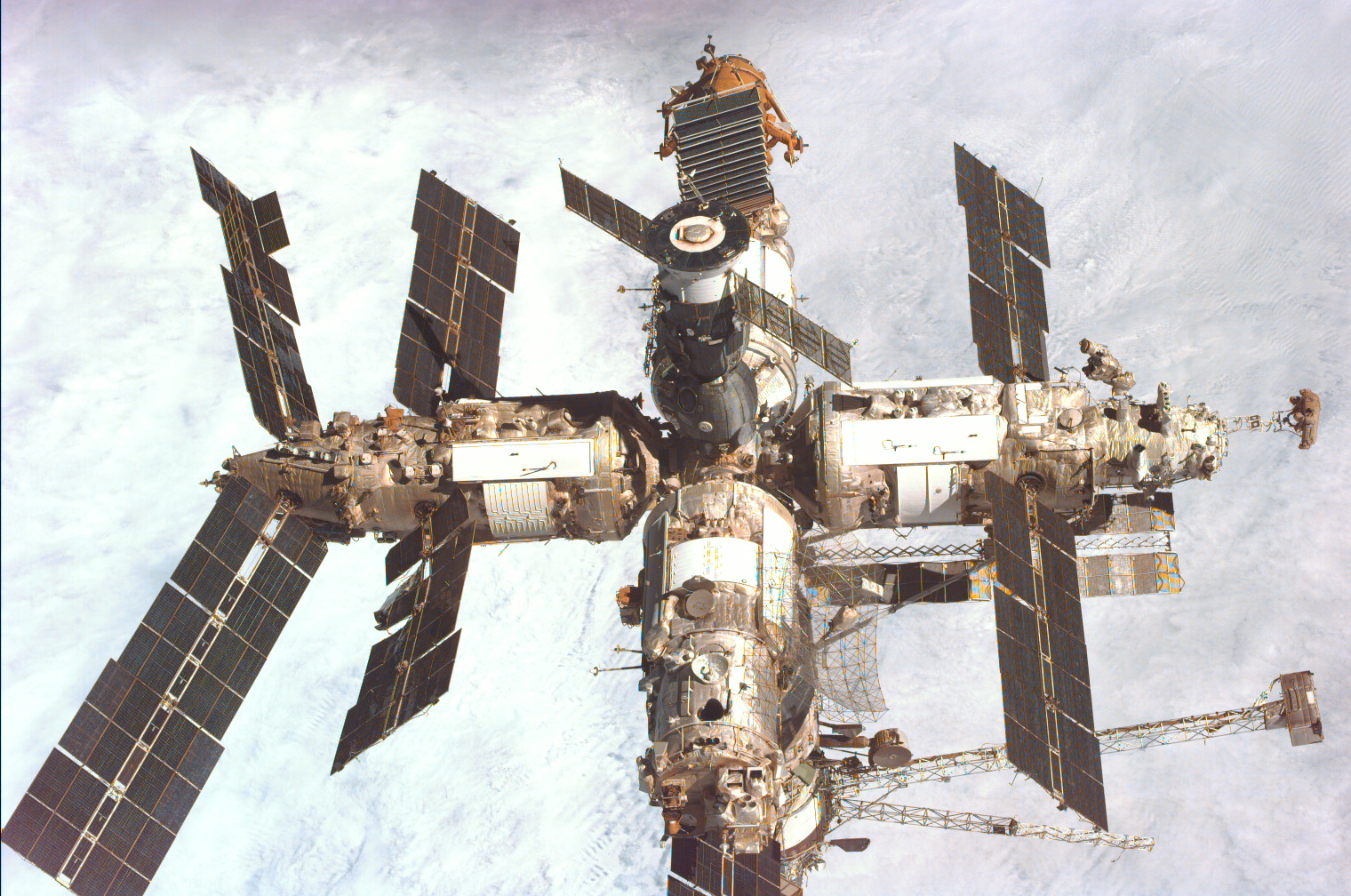
Die russische Raumstation MIR wurde 2001 über dem Raumschifffriedhof im Südpazifik zum Absturz gebracht und liegt seitdem auf dem Meeresgrund.

In der Raumfahrt gehen die Risiken durch Weltraummüll insbesondere mit Wiederbeschaffungskosten für zerstörte technische Einrichtungen einher, sowie Zeitverlusten und erhöhten Kosten für Personal und Technik, um Kollisionen präventiv zu verhindern. Von den jährlich auf der Erde aufschlagenden 100 Tonnen Weltraumschrott landet der Hauptteil in den Weltmeeren und trägt dort zur Verschmutzung der Ozeane bei.
Bisher wird nur ein sehr kleiner Teil des Materials geborgen und wiederverwertet oder fachgerecht entsorgt. Oft wird ein gezielter Absturz über dem Raumschifffriedhof im Südpazifik praktiziert. Er befindet sich zwischen Chile und Neuseeland, am sogenannten Point Nemo und gilt, aufgrund seiner abgelegenen Lage, als geeigneter Ort für das Versenken von ausgedienter Raumfahrttechnik.
Hunderte von Raketen und anderen größeren Objekten brachten Raumfahrtbehörden der ganzen Welt hier gezielt zum Absturz, darunter auch die riesige russische Raumstation MIR, die im März 2001 hier versank.
Prognosen gehen davon aus, dass gezielte Versenkungen in Zukunft zunehmen werden, auch um ungeplante Einschläge an von Menschen besiedelten Orten präventiv zu verhindern.

### Risiken für Menschen
Kontakte von Menschen und Weltraummüll sind selten. Beim Zusammenprall der Überreste einer sowjetischen Raumkapsel mit einem kleinen japanischen Schiff vor der Küste Sibiriens wurden 1969 fünf Menschen verletzt. Personen- und Sachschäden entstanden seitdem auch bei Einschlägen von Trümmerteilen in den USA, Kanada sowie der Côte d’Ivoire. Todesfälle durch Weltraumschrott sind bislang nicht bekannt.
Im März 2024 durchschlug ein 0,7 kg schweres Bruchstück eines Batteriemoduls, das von der ISS zur Erde geschickt worden war, das Dach eines Hauses im US-Bundesstaat Florida. Die Hausbesitzer verklagten daraufhin im Juni desselben Jahres die NASA, laut deren Berechnung die betreffenden Überreste eigentlich in der Erdatmosphäre hätten verglühen sollen, auf Schadensersatz. Es ist das erste Mal, dass gegenüber einer Weltraumbehörde solche juristischen Ansprüche erhoben werden. Es existiert zwar ein Übereinkommen über die völkerrechtliche Haftung für Schäden durch Weltraumgegenstände, das aber nur die Ansprüche von Staaten untereinander regelt und bei Klagen von Privatpersonen nicht anwendbar ist.
Am 30. Dezember 2024 schlug ein etwa 500 kg schwerer Metallring nahe dem Dorf Mukulu, etwa 50 Kilometer südöstlich von Nairobi (Kenia) auf dem Boden auf. Dabei wurde niemand verletzt. Nach örtlichen Analysen handelte es sich um einen Verbindungsring einer mehrstufigen Transportrakete.
In einer Studie aus dem Jahr 2022 untersuchte ein Forscherteam der University of British Columbia das Risiko durch Abstürze ausgedienter Raketenstufen. Die Wahrscheinlichkeit, dass eine davon in den nächsten zehn Jahren eine Person trifft, bezifferten die Forscher auf etwa zehn Prozent. Zudem sei es wahrscheinlicher, dass ein solcher Einschlag in Äquatornähe (zwischen etwa 25° nördlicher und südlicher Breite) stattfindet als in nördlicheren oder südlicheren Breitengraden. Eine Kollision von Mensch und alten Raketenstufen wäre demnach an Orten wie Dhaka, Jakarta, Lagos, Mexiko-Stadt, Mumbai und Rio de Janeiro dreimal wahrscheinlicher als in den Hauptstädten der Raketenbetreiber USA, China, Russland, Indien und Frankreich. Bei modernen US-amerikanischen und europäischen Raketen werden die ausgebrannten Oberstufen hingegen direkt in einem Raumschifffriedhof im Pazifischen oder Indischen Ozean versenkt, damit kein Risiko für Menschen oder deren Einrichtungen besteht.

### Entstehung von neuem Weltraummüll

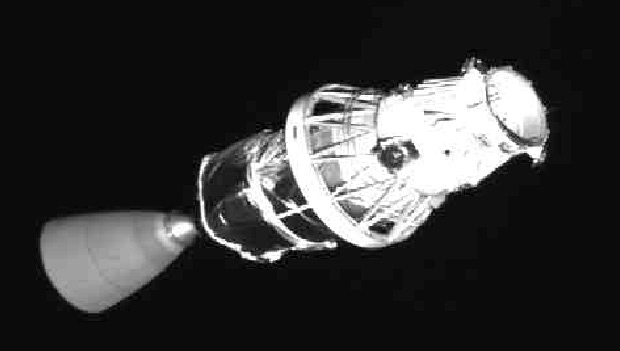
Abgetrennte zweite Stufe einer Delta-II-Rakete im Orbit, aufgenommen vom Experimentalsatelliten XSS 10

#### Missionsbedingte Objekte

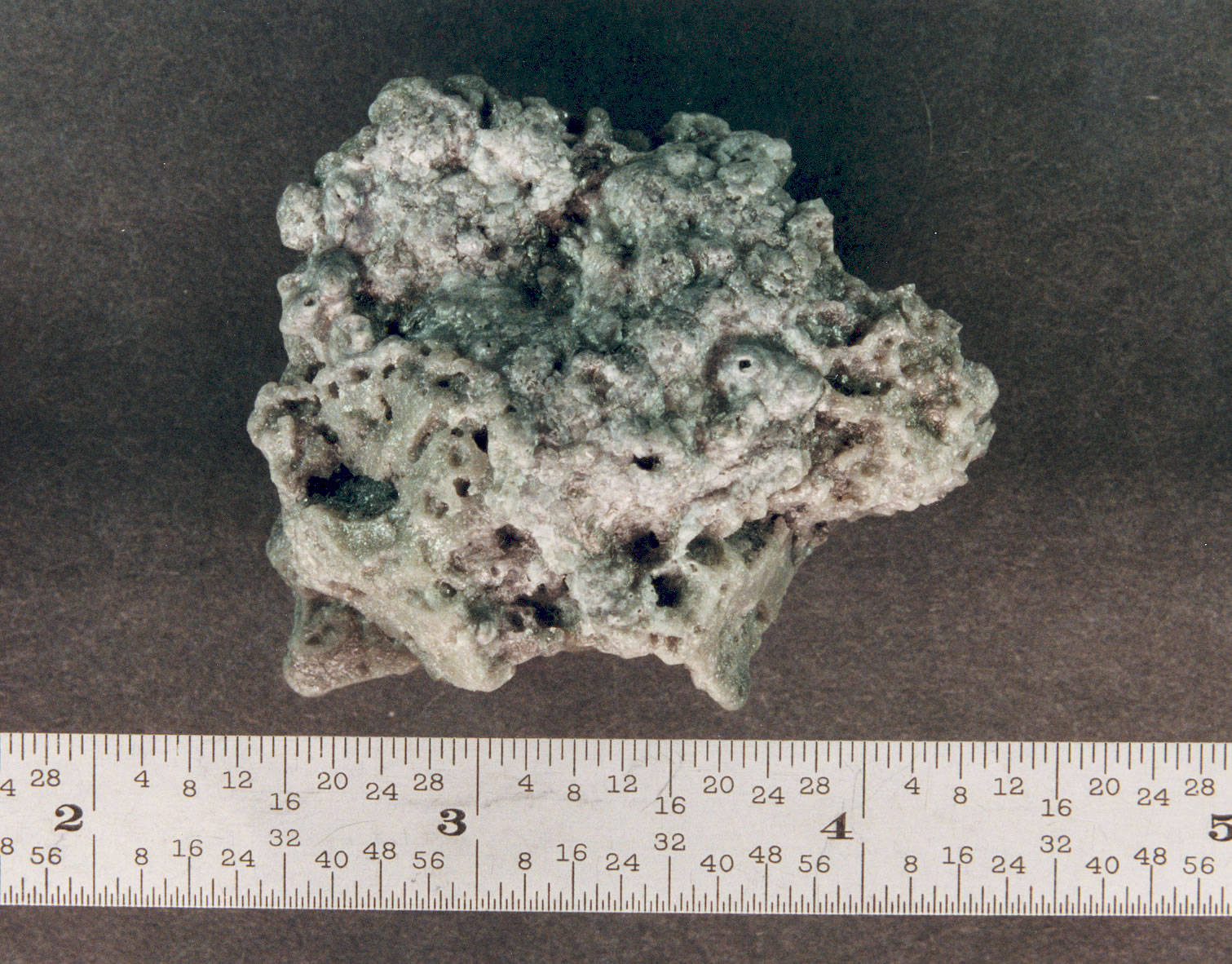
Ein Stück Aluminiumoxid aus einem Test eines Space-Shuttle-Boosters

#### Killersatelliten

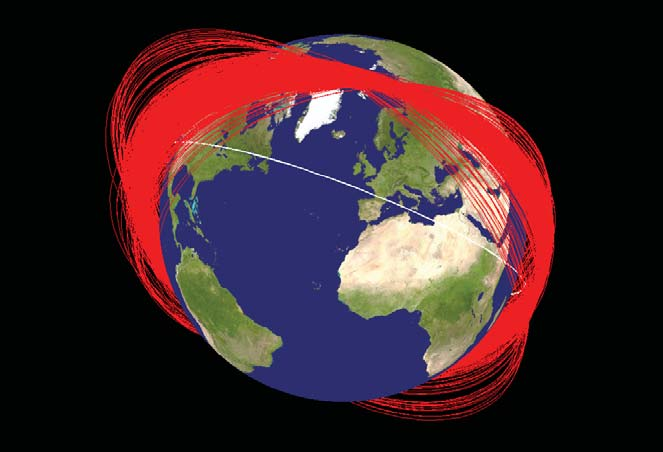
Die Bahnen katalogisierter Fengyun-1C-Fragmente einen Monat nach dem ASAT-Test

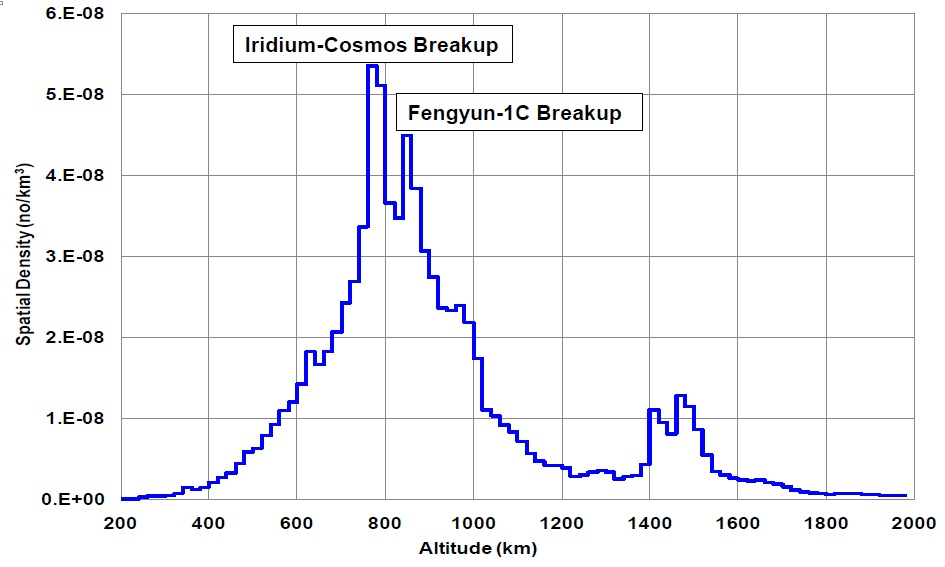
Höhenverteilung von Fragmenten im LEO nach Fengyun-1C und der Kollision 2009

### Verglühen von Weltraummüll aus niedrigen Umlaufbahnen

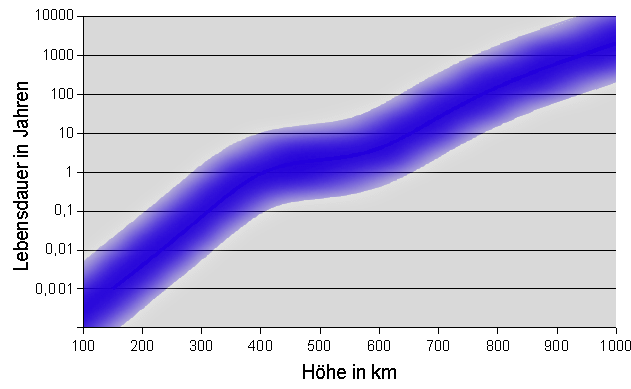
Lebensdauer in verschiedenen Höhen

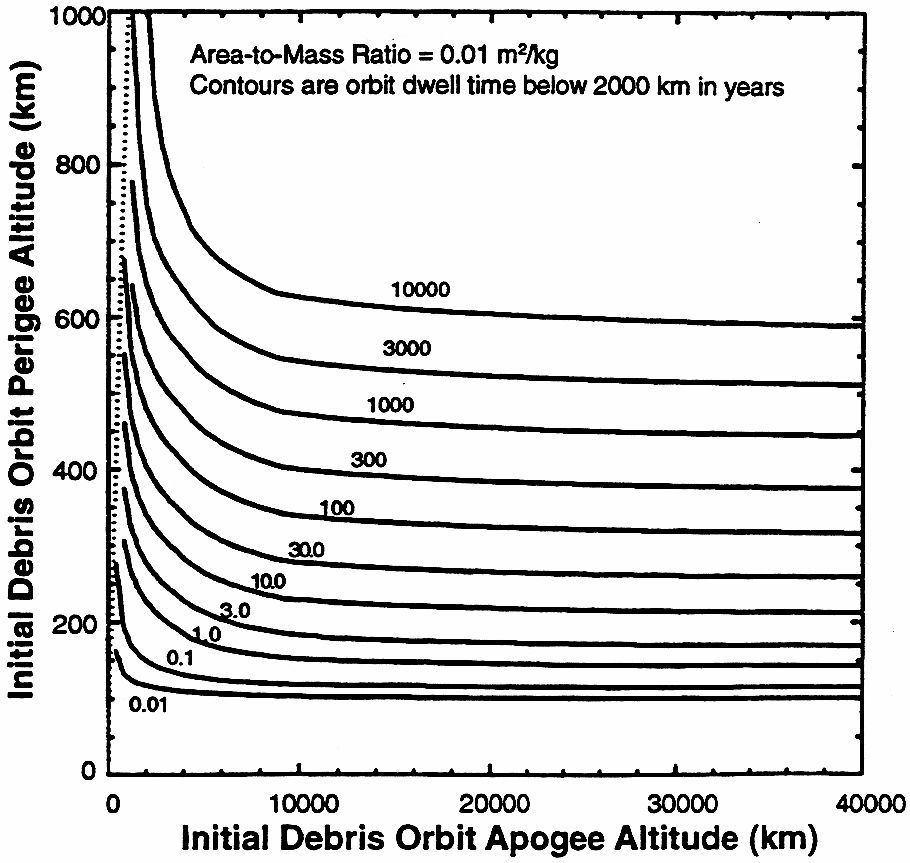
Kurvenschardiagramm zur Bestimmung der Abbremsdauer von Raumflugkörpern aus stark elliptischen Umlaufbahnen. Beispiel: 10.000 km Höhe Apogäum × 630 km Höhe Perigäum: Werte auf x- bzw. y-Achse auftragen. Der Schnittpunkt liegt auf der obersten Kurve, beschriftet mit „10000“, die zu erwartende Lebensdauer in Jahren. Angenommen wird ein Fläche-zu-Masse-Verhältnis von 0,01 m²/kg, z. B. ein dm³-Würfel voll Wasser.
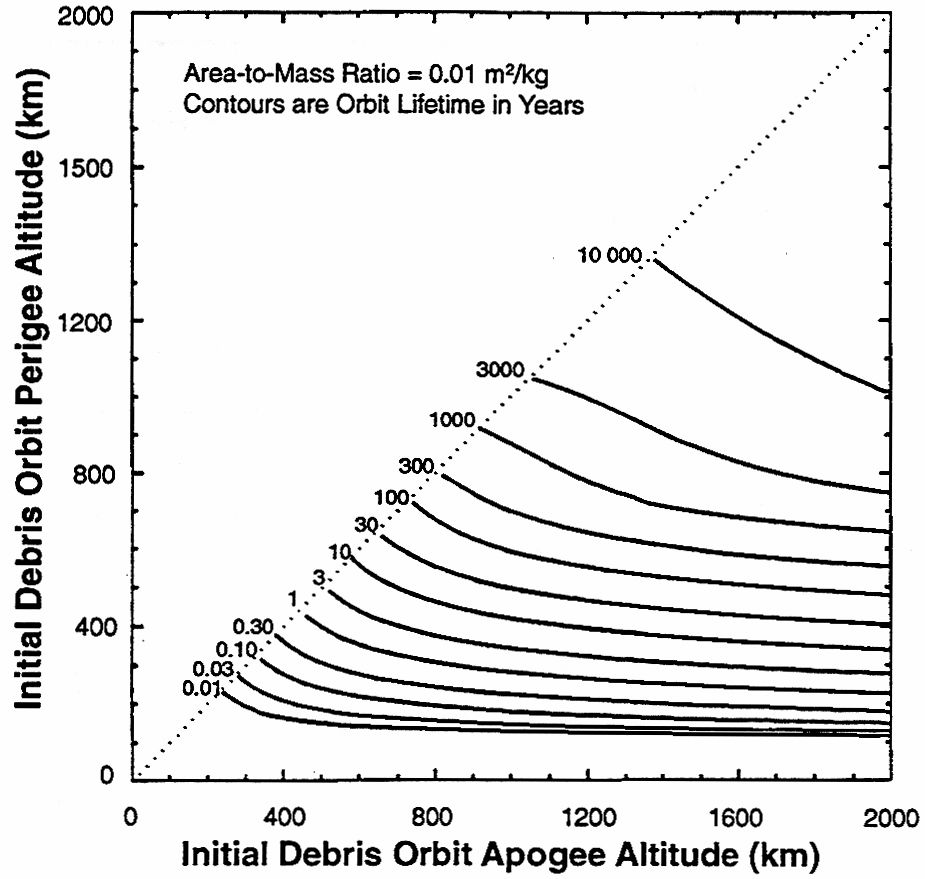
Lebensdauer-Kurvenscharen für schwach elliptische Umlaufbahnen. Kreisbahnen liegen auf der punktierten Diagonale. Eine 580 km hohe Kreisbahn bewirkt einen Absturz schon nach 10 Jahren.